# Catàlegs d'Estrelles Fonamentals
El Cinquè catàleg fonamental  (de l'idioma alemany: Fundamental Katalog: catàleg —d'estrelles— fonamental) és una sèrie de sis catàlegs astronòmics de dades d'alta precisió posicional d'una petita selecció d'estrelles (estrelles fonamentals), que defineixen el marc de referència celeste d'aquestes, el qual és bàsicament un sistema estàndard de coordenades celestes.
El 'Quart Catàleg Fonamental' (Fourth Fundamental Catalogue - FK4) va ser publicat en 1963 i contenia 1.535 estrelles en diversos equinoccis des de 1950.0 a 1975.0.
El 'Suplement del Quart Catàleg Fonamental' (Fourth Fundamental Catalogue's Supplement - FK4S) va ser una esmena al FK4, que hi va sumar 1.987 estrelles.
El 'Cinquè Catàleg Fonamental' (Fifth Fundamental Catalogue - FK5) va ser una actualització del FK4 realitzada el 1988, amb noves posicions per a les 1.535 estrelles.
Exemples: Iota Arietis es localitzava com a FK5 2132, Alpha Arietis com a FK5 74, Kappa Aurigae com a FK5 1168.
L''Extensió del Cinquè Catàleg Fonamental' (Fifth Fundamental Catalogue Extension - FK5) fou una addició de 3.117 noves estrelles publicat l'any 1991.
El 'Sisè catàleg Fonamental' (Sixth Fundamental Catalogue - FK6) és una actualització del 2000. Té dues parts, el FK6(I) i el FK6(III) que contenen respectivament 878 y 3.272 estrelles.